# Paul Auster
Paul Benjamin Auster, född 3 februari 1947 i Newark, New Jersey, död 30 april 2024 i Brooklyn i New York, var en amerikansk författare och manusförfattare.

## Biografi

### Bakgrund
Paul Auster var av judisk börd. Föräldrarna Queenie och Samuel Auster hade polskt ursprung. De bodde i Newark, New Jersey där fadern arbetade som hyresvärd. Austers farbror, Allen Mandelbaum, som arbetade som översättare, väckte Austers intresse för litteratur och när han började skriva poesi i tonåren blev farbrodern hans mentor och kritiker. Familjen levde ett enkelt medelklassliv, men äktenskapet var olyckligt. När Auster var sjutton år skilde sig föräldrarna; han bodde kvar hos modern och gick i skolan i Maplewood, New Jersey. 
Efter studenten reste Auster till Europa där han besökte Paris, Spanien och Dublin och försökte skriva i spåren efter sina favoritförfattare. Auster återvände till USA för att studera vid Columbia University i New York där han blev starkt engagerad i antikrigsrörelsen. 1967 reste han på nytt till Frankrike som utbytesstudent, men hoppade av studierna och bosatte sig i ett litet hotellrum för att skriva. Han återupptog senare sina studier i New York och erhöll 1969 en Master of Arts i litteratur. Han arbetade därefter en tid på en oljetanker och hade 1970 tjänat ihop tillräckligt med pengar för att flytta till Paris. Där bodde han till 1974 och försörjde sig på att översätta franska texter till engelska och att ge lektioner i engelska.

### Tidigt författande, andra aktiviteter
Paul Auster gav ut en diktsamling 1974 och gifte sig samma år med Lydia Davis, även hon författare och översättare. Tillsammans fick de sonen Daniel 1978, men skilde sig senare. Auster levde en fattig tillvaro och gjorde vid sidan av sitt översättande misslyckade försök att komma in i filmbranschen som manusförfattare och att få en detektivroman under pseudonymen Paul Benjamin utgiven. Han gjorde också ett desperat försök att sälja ett basebollspel som han uppfunnit. Om dessa år av sitt liv berättar Auster levande i boken Ur hand i mun.
När Austers far avled 1979 ärvde Auster en summa pengar och kunde för första gången koncentrera sig på att skriva ostört en längre period. Efter att tidigare mest ha ägnat sig åt poesi övergick han till att skriva prosa. Detta resulterade i boken Att uppfinna ensamheten 1982.

### Senare författarskap, stil
Austers genombrott kom med 1985–1986 års New York-trilogin, där han i en nyskapande postmodernistisk berättarstil kombinerar den hårdkokta amerikanska kriminalromanen med en Kafka-artad mardrömsvärld. I dessa romaner framstår berättaren som en privatdetektiv som försöker lösa gåtor i en svåröverskådlig tillvaro. Den följdes av bland annat Slumpens musik, en tydligt Kafkainspirerad berättelse som samtidigt är en metaroman om förhållandet mellan författaren och hans fiktion. Bland senare romaner märks den kritikerhyllade Illusionernas bok där Auster i berättelsen om den gåtfullt försvunne stumfilmsskådespelaren Hector Mann varierar och fördjupar sina centrala teman om krossade illusioner och slumpens skoningslöshet. 
Ett annat centralt verk är den självbiografiska boken Att uppfinna ensamheten som Auster började skriva efter det att hans far avlidit och där han reflekterar över ensamhet och skrivandets villkor. Den frånvarande fadern är ett återkommande motiv i flera av hans romaner.
Auster har även skrivit manus till filmerna Smoke, Blue in the Face och Lulu on the Bridge, vilka han också har varit med att regissera. Som poet är han mindre känd, men på svenska har hans Samlade dikter givits ut.
År 2017 utkom Auster med sin första roman på sju år, 4321. Det är hans längsta verk och berättar om huvudpersonens liv i fyra olika versioner. Romanen nominerades som en av finalisterna till Man Booker Prize.
I sitt författarskap är Auster inspirerad av såväl europeisk, främst Franz Kafka och Samuel Beckett, som amerikansk berättarkonst. Slumpens och ödets nyckfulla inverkan är ett ständigt återkommande tema. Huvudpersonerna är ofta förlorare i marginalen av samhället som söker efter en identitet och mening med sina liv. Typiskt för Austers berättelser är att allt som händer på ett eller annat sätt visar sig hänga ihop; i slutet av romanerna knyts de mest osannolika sammanträffanden ihop. Auster är också känd för att blanda fiktion och verklighet, ofta dyker romanfigurer som mycket liknar honom själv, eller till och med bär hans namn, upp i hans fiktioner.

### Familj
Mellan 1974 och 1978 var han gift med författaren Lydia Davis. Paret fick en son tillsammans, Daniel Auster (1978–2022). På en poesiuppläsning 1981 träffade han Siri Hustvedt som han gifte sig med året därpå. De fick dottern Sophie 1987 och var bosatta i Brooklyn, New York.

## Böcker (urval)

### Prosa
- 1984 – Squeeze Play (utgiven under pseudonymen Paul Benjamin)
- 1987 – The New York trilogy (New York-trilogin)
  - City of Glass (1985) (Stad av glas, översättning Ulla Roseen, Hammarström & Åberg, 1988)
  - Ghosts (1986) (Vålnader, översättning Ulla Roseen, Hammarström & Åberg, 1989)
  - The Locked Room (1986) (Det låsta rummet, översättning Ulla Roseen, Hammarström & Åberg, 1989)
  - New York-trilogin (översättning Ulla Roseen, Hammarström & Åberg, 1991) [samlingsutgåva av de tre romanerna]
- 1987 – In the Country of Last Things (I de sista tingens land, översättning Ulla Roseen, Tiden, 1993
- 1989 – Moon Palace (Månpalatset, översättning Love Kellberg, Hammarström & Åberg, 1990)
- 1990 – The Music of Chance (Slumpens musik, översättning Love Kellberg, Hammarström & Åberg/Tiden, 1991)
- 1990 – Auggie Wren's Christmas Story (Auggie Wrens julberättelse, översättning Ulla Roseen, Tiden, 1993) [8]
- 1992 – Leviathan (Leviathan, översättning Ulla Roseen, Tiden, 1993)
- 1994 – Mr Vertigo (Mr Vertigo, översättning Love Kellberg, Tiden, 1994)
- 1999 – Timbuktu (Timbuktu, översättning Ulla Roseen, Norstedt, 1999)
- 2002 – The Book of Illusions (Illusionernas bok, översättning Ulla Roseen, Bonnier, 2002)
- 2003 – Oracle Night (Orakelnatten, översättning Ulla Roseen, Bonnier, 2004)
- 2005 – The Brooklyn Follies (Dårskaper i Brooklyn, översättning Ola Klingberg, Bonnier, 2005)
- 2006 – Travels in the Scriptorium (Resor i skriptoriet, översättning Ulla Roseen, Bonnier, 2006)
- 2008 – Man in the Dark (Mannen i mörkret, översättning Ulla Roseen, Bonnier, 2009)
- 2009 – Invisible (Osynlig, översättning Ulla Roseen, Bonnier, 2010)
- 2010 – Sunset Park (Sunset Park, översättning Ulla Roseen, Bonnier, 2011)
- 2017 – 4321 (4321, översättning Ulla Roseen, Bonnier, 2018)
- 2023 – Baumgartner (Baumgartner, översättning Anna-Stina Johnson, Bonnier, 2024)

### Självbiografiskt
- 1982 – The Invention of Solitude (Att uppfinna ensamheten, översättning Aris Fioretos, Tiden, 1992)
- 1997 – Hand to Mouth (Ur hand i mun: minnen av en misslyckad början, översättning Thomas Andersson, Norstedt, 1998)
- 2012 – Winter Journal (Vinterdagbok, översättning Ulla Roseen, Bonnier, 2013)
- 2013 – Report from the Interior (Rapport från insidan, översättning Ulla Roseen, Bonnier, 2015)

### Poesi
- 1974 – Unearth
- 1976 – Wall Writing
- 1977 – Fragments from the Cold
- 1980 – Facing the Music
- 1980 – White Spaces
- 1988 – Disappearances: Selected Poems 1970–1979
- 1990 – Ground Work: Selected Poems and Essays 1970–1979
- 2007 – Collected Poems (Samlade dikter, översättning och efterord Ragnar Strömberg, Lind & Co, 2009)

### Övrig utgivning (urval)
- 1992 – The Art of Hunger (Hungerns konst: essäer, förord, intervjuer, översättning Tony Andersson, Tiden, 1995)
- 1994 – City of Glass: a Graphic Novel (Stad av glas: en grafisk roman, av Paul Karasik och David Mazzucchelli, baserad på Paul Austers roman, översättning Ulla Roseen, Staka, 1998)
- 1995 – The Red Notebook (Den röda anteckningsboken, översättning av Aris Fioretos, Umbra solis, 1993) (Den röda anteckningsboken: sanna berättelser, översättning Kerstin Gustafsson, Lind & Co, 2006)
- 1996 – Why Write?
- 1999 – Double Game (av Sophie Calle, med bidrag av Paul Auster)
- 2002 – The Story of My Typewriter (av Sam Messer [bilder] och Paul Auster [text])
- 2008 – The Inner Life of Martin Frost (av Glenn Thomas [bilder] och Paul Auster [text])
- 2008 – Timbuktu (av Julia Goschke [bilder] och Paul Auster [text])

## Filmer
- 1993 – The Music of Chance (baserad på boken)
- 1995 – Smoke (manus och regi tillsammans med Wayne Wang)
- 1995 – Blue in the Face (manus och regi tillsammans med Wayne Wang)
- 1998 – Lulu on the Bridge (manus och regi)
- 2001 – The Center of the World (manus (endast i ett tidigt skede) tillsammans med Wayne Wang, Miranda July, Siri Hustvedt och Ellen Benjamin Wong)
- 2007 – The Inner Life of Martin Frost (manus och regi)